# 譚源 (明朝)
譚源（？—？），又名談源，廣東番禺縣人，明朝政治人物、同進士出身。

## 生平
洪武二十七年（1394年）甲戌科進士，授榮縣知縣。